# Putte (Woensdrecht)
Putte is een plaats in de Noord-Brabantse gemeente Woensdrecht. Het maakt deel uit van het grensdorp Putte, dat over één Nederlandse en twee Belgische gemeenten is verdeeld.
Het Woensdrechtse deel van Putte telt 3.845 inwoners (1 januari 2023). Tot 1 januari 1997 vormde Putte een zelfstandige gemeente, na deze datum ging ze op in de gemeente Woensdrecht.

## Toponymie
De naam Putte komt waarschijnlijk van put, laagte of turfkuil. De naam werd in 1260 als Putten, en in 1277 ook als Pitte gespeld.

## Geschiedenis
De naam Putte wordt voor het eerst genoemd in 1247, toen ene Hendrik van Attenhoven het recht verkreeg om in dit vrijwel onbewoonde gebied veen te ontginnen en er parochies te stichten. Midden 14e eeuw werd een kasteel met bijbehorende hoeven gebouwd dat zou uitgroeien tot het huidige Kasteel Ravenhof, dat op Stabroeks grondgebied ligt.
De Tachtigjarige Oorlog leidde tot de verwoesting van het dorp. Herbouw volgde ten zuiden van het oude dorp.
Ter plaatse van de algemene begraafplaats aan de Putseweg stond een middeleeuwse kapel, ongeveer 1 km ten noorden van de huidige kerk. Deze was gewijd aan de Heilige Elisabeth. Na de verwoesting ervan werd een nieuwe kerk gebouwd. De Vrede van Münster in 1648 betekende dat het dorp staatkundig en bestuurlijk werd verdeeld. Een grenskerk werd iets ten zuiden van de grens opgericht. De Spaanse en Oostenrijkse successieoorlogen in de 18e eeuw betekenden overigens dat de streek toch weer door allerlei troepen geteisterd werd.
De bevolking was arm. Toen in de tweede helft van de 18e eeuw het Moretusbos tot stand kwam vonden vele Puttenaren werk in de aanleg ervan. Wel was er landbouw, doch daarmee kon slechts een karig bestaan worden verkregen. Na de Belgische afscheiding (1830) liep opnieuw de grens door Putte. In 1843 werd deze gemarkeerd door grenspalen. De grens leverde niet alleen reguliere werkgelegenheid door de grenskantoren en bijbehorende uitspanningen, maar ook wisten de bewoners door smokkel hun inkomen aan te vullen. Ook stroperij kwam veelvuldig voor. Langs de Antwerpsestraat ontstond een aaneengesloten bebouwing onder invloed van de grensactiviteiten. Een uitvloeisel van de Belgische onafhankelijkheid was de aanleg van Joodse begraafplaatsen in Putte. Aangezien de Belgische wetgeving geen garantie bood voor het te allen tijde ongestoord laten van de graven, heeft de Antwerpse Joodse gemeenschap haar doden begraven in Putte.
Gedurende de 18e eeuw vond de bevolking haar bestaan in de land- en bosbouw, terwijl daar in de 19e eeuw het matten vlechten bij kwam. Dit werd gedaan als huisarbeid en bood enkele honderden mensen werk. In 1910 werkten er nog 86 volwassenen en 101 hulpkrachten in deze tak van nijverheid.
Een modernere bron van werkgelegenheid was de industrie: Van Niftrik was een van de eerste bedrijven in Nederland waar bakeliet tot producten werd verwerkt. Dit kunststofverwerkende bedrijf bestaat nog steeds, al werkt men nu met modernere grondstoffen.

## Bezienswaardigheden
- Putte telt drie Joodse begraafplaatsen in het Nederlandse deel van Putte waar vooral veel Joden uit België liggen begraven.
- De Sint-Dionysiuskerk werd in 1865 gebouwd in opdracht van barones Diert van Kerkwerve-de Pret, een nazaat van Jan Moretus, onder architectuur van P. Soffers. Hierbij speelde een rol dat de grenskapel, die in 1842 tot parochiekerk was verheven, in België lag. In 1944 werd de kerk door de bezetter verwoest. De toren bleef echter behouden. Een nieuwe kerk, ditmaal in basilicastijl en een ontwerp van J. Hurks, werd gebouwd en deze werd ingewijd in 1953. De toren werd gerestaureerd en fungeert als herdenkingsmonument voor de gevallenen in de Tweede Wereldoorlog, maar ze staat los van de nieuwe kerk. Het neogotisch orgel stamt uit 1905 en werd vervaardigd door de firma Maarschalkerweerd & Zoon.
- De pastorie, aan Antwerpseweg 33, is een classicistisch herenhuis uit 1746.
- Het gedenkteken voor Jacob Jordaens, uit 1877, werd uitgevoerd in neobarokke stijl door Jef Lambeaux. Deze Antwerpse schilder werd, samen met zijn vrouw Elisabeth, begraven in de -nu verdwenen- hervormde kerk van Putte. Hervormde Antwerpenaren lieten daar hun doden begraven, aangezien zich in de Zuidelijke Nederlanden geen protestantse begraafplaatsen bevonden. De kerk werd later verwoest. In 1829 werd de zerk bij toeval ontdekt. Plannen om het graf naar Antwerpen over te brengen werden nimmer gerealiseerd. In 1845 werd de zerk, met nog een paar andere, van een omheining voorzien. Uiteindelijk werd het monument gebouwd, in de voet waarvan  de bewuste grafzerken verwerkt zijn. Het bevindt zich tegenover de katholieke kerk.
- Theehuis "Gloriette", in rococostijl, uit 1768, in het Moretusbos.
- Landhuis "Le Pavillon", aan de Tweede Verdelingsweg 10-12, enkele kilometers ten noordoosten van de kom. Dit werd in 1858 door een rijke Antwerpenaar gebouwd, en heeft vensters in empirestijl.
- Een eclectische villa aan Putseweg 44, in 1883 gebouwd door de Antwerpse houthandelaar Servais.

## Natuur en landschap
Het grondgebied van Putte bevindt zich op de Brabantse Wal, die in het westen overgaat in het poldergebied van Zandvliet en de Haven van Antwerpen. Het gebied bestond voornamelijk uit stuifzanden en heidevelden, waarop later vooral naaldhout is aangeplant. Naast een aantal landbouwenclaves zijn in dit gebied veel landgoederen te vinden. Een deel is ook militair oefenterrein. Het hoogste punt van het reliëfrijke terrein is de Hoogenberg, die 39,1 meter hoog is. Een van de oudste landgoederen is het Moretusbos ten westen van het dorp. Het gebied ten noordoosten van het dorp is deels in particulier gebied en niet toegankelijk, maar een groot gebied, met de naam De Groote Meer, is toegankelijk en maakt deel uit van het Grenspark Kalmthoutse Heide, waarvan ook de in België gelegen Kalmthoutse Heide deel uitmaakt. Het Putse Moer is een particulier landgoed dat zowel naaldbos als een moerassig gebied omvat en deels op Belgisch grondgebied ligt.

## Nabijgelegen kernen
Putte-Stabroek, Putte-Kapellen, Ossendrecht, Huijbergen, Hoogerheide